# Mount Pleasant (New York)
Mount Pleasant ist eine Kleinstadt im US-Bundesstaat New York, die seit 1788 den Status als Stadt („Town“) besitzt.

## Geographie
Mount Pleasant liegt im südlichen Teil von Westchester County und damit nördlich von New York City, zu deren Einzugsbereich (New York Metro Area) sie gehört. Mount Pleasant ist am Rye Lake (Kensico Reservoir) gelegen.
Mount Pleasant besteht aus vier kleineren Ortschaften – Hawthorne, Pocantico Hills, Thornwood und Valhalla – sowie zwei selbstverwalteten Ortschaften, Sleepy Hollow (das das Szenario für Washington Irvings Buch gab) und Pleasantville.
Nach Angaben des United States Census Bureau bedeckt die Stadt eine Fläche von 84,7 km², 71,7 km² davon sind Land, 12,9 km² Wasser (entspricht 15,26 %).

## Demographie
Bei der Volkszählung 2010 betrug die Einwohnerzahl 43.724.
Das jährliche Durchschnittseinkommen für Haushalte betrug im Jahre 2000 USD 81.072 (US-Durchschnitt: USD 41.994), das jährliche Pro-Kopf-Einkommen durchschnittlich USD 35.468. Etwa 2,6 % der Familien und 4,9 % der Bevölkerung lebten unterhalb der Armutsgrenze.

## Söhne und Töchter der Stadt
- Larry James (1947–2008), ehemaliger Leichtathlet, Olympiamedaillengewinner und Weltrekordler
- Brandon Larracuente (* 1994), Schauspieler